# Liceul Teoretic „George Călinescu” din Constanța
Liceul Teoretic „George Călinescu” din Constanța este o instituție de învățământ preuniversitar. 

## Istoric
Liceul Teoretic "George Călinescu" din Constanța a fost înființat după Revoluția din Decembrie 1989, din necesitatea de a avea în comunitatea locală o instituție de învățământ specializată în studiul științelor umaniste în general și cel al limbilor străine în particular, fiind un liceu consacrat profilului Uman, în contrast cu celălalt liceu teoretic din cartier, Liceul „Decebal”, consacrat profilului Real.  Liceul funcționează în clădirea fostei Școli generale nr. 32, actuala Școala cu clasele I-VIII „Dimtrie Cantemir” iar transformarea acestei clădiri într-o unitate școlară de elită a necesitat un efort considerabil.

1990 – Înființarea liceului: O.M. nr. 8269 din 21.06.1990; 
1991 – Primul examen de admitere în clasa a IX-a – Se înființează primele clase bilingve de limba engleză și limba franceză din județul Constanța; 
1995 – Prima promoție de absolvenți ai liceului; 
1999 – Se înființează prima clasă de gimnaziu și prima clasă cu profil real – Se înființează prima clasă bilingvă de limba spaniolă din județ;
2000 – Se semnează parteneriatul cu British Council pentru susținerea examenelor Cambridge în liceu; 
2003 – Liceul este selectat pentru a face parte din rețeaua liceelor pilot pentru învățământul bilingv francofon – Se înființează prima clasă bilingvă de limba italiană din județ;
2018 – Singura instituție de nivel liceal din județ care primește trofeu Premium Member din partea British Council și a programului Advantage; 
2019 – Singura instituție de nivel liceal din județ care primește trofeu Platinum Member din partea British Council și a programului Advantage; 
2020 – Liceul este singura instituție din județ eligibilă pentru statutul de Centru de pregătire Gold potrivit standardelor Cambridge Assessment English.

## Misiunea
Misiunea școlii este ca aceasta să dezvolte o comunitate centrată pe valori și pe nevoile educaționale ale beneficiarilor, de a ajuta elevii în a-și dezvolta personalitatea și a-și exprima deschis opiniile. Politica noastră are deci în vedere consolidarea unor relații de comunicare bazate pe înțelegere și respect, propice dezvoltării potențialului fiecărui elev. De asemenea, se pune accentul pe cultivarea stării de bine în mediul educațional prin promovarea sentimentului de apartenență și experimentarea succesului în rândul comunității educaționale. Nu în ultimul rând, se ia în considerare garantarea unei pregătiri specializate de studiu al limbilor străine în regim bilingv și intensiv pentru elevii din ciclul gimnazial și liceal prin oferte educaționale adecvate intereselor și aptitudinilor acestora.

## Tipul instituției
★ Gimnaziu – clasele V-VIII – intensiv engleză (o clasă pe nivel, total 4 clase);
★ Liceu, filiera teoretică – clasele IX-XII ( 6 clase a IX-a, 5 clase a X-a, 6 clase a XI-a, 6 clase a XII-a, total 23 clase).

## Profiluri și specializări
★ Profil real, specializarea matematică-informatică - bilingv engleză / științe ale naturii - bilingv engleză 
★ Profil umanist, specializarea filologie - bilingv engleză / bilingv franceză 
★ Profil umanist, specializarea științe sociale - bilingv engleză / bilingv franceză / intensiv germană / intensiv italiană 
★ Profil umanist, specializarea filologie - intensiv germană / intensiv italiană / intensiv spaniolă

## Baza materială
Liceul Teoretic George Călinescu, situat în Tomis Nord pe strada Cpt. Dobrilă Eugeniu nr.6, este o construcție P+2 din anul 1973. În incinta liceului se află și o sală de sport, o clădire P+1, anul construcției 1976. La data finalizării acestui raport, toate spațiile didactice sunt operaționale.
| Nr. crt. | Tip de spațiu                                           | Număr spații | Suprafața |
| -------- | ------------------------------------------------------- | ------------ | --------- |
| 1        | Săli de clasă 54mp                                      | 14           | 1188      |
| 2        | Săli de clasă 36mp                                      | 3            | 108       |
| 3        | Cabinete de limba franceză 54 mp                        | 2            | 108       |
| 4        | Cabinet de geografie                                    | 1            | 54        |
| 5        | Cabinete informatică 54mp                               | 3            | 162       |
| 6        | Cabinete de limba engleză                               | 3            | 108       |
| 7        | Cabinet de limba spaniolă                               | 1            | 36        |
| 8        | Laborator de fizică                                     | 1            | 90        |
| 9        | Sală de sport                                           | 1            | 454,74    |
| 10       | Terenuri de educație fizică și sport - curte interioară | 1            | 3500      |
| 11       | Sală pentru consiliere psiho-pedagogică                 | 1            | 18        |
| 12       | Cancelarie                                              | 2            | 120       |

| Nr. crt. | Tip de spațiu                     | Număr spații | Suprafața |
| -------- | --------------------------------- | ------------ | --------- |
| 1        | CDI                               | 1            | 108       |
| 2        | Cabinet medical stomatologie      | 1            | 18        |
| 3        | Cabinet medical medicină generală | 1            | 18        |
| 4        | Anexă copiator                    | 1            | 9         |
| 5        | Anexă cancelarie                  | 1            | 2         |
| 6        | Anexă cabinete engleză            | 1            | 9         |
| 7        | Anexă cabinete franceză           | 1            | 18        |
| 8        | Anexă laborator fizică            | 1            | 18        |
| 9        | Anexă laborator biologie          | 1            | 18        |
| 10       | Grupuri sanitare elevi            | 9            | 270       |
| 11       | Grupuri sanitare profesori        | 2            | 40        |
| 12       | Vestiare                          | 3            | 60        |
| 13       | Magazii materiale sportive        | 2            | 24        |

| Nr. crt. | Tip de spațiu                                   | Număr spații | Suprafața |
| -------- | ----------------------------------------------- | ------------ | --------- |
| 1        | Secretariat                                     | 1            | 18        |
| 2        | Birou director                                  | 1            | 32        |
| 3        | Birou director adjunct                          | 1            | 32        |
| 4        | Contabilitate/ casierie / administrație         | 1            | 18        |
| 5        | Birou informatician                             | 1            | 9         |
| 6        | Atelier întreținere                             | 1            | 4         |
| 7        | Anexă secretariat                               | 1            | 9         |
| 8        | Anexă contabilitate                             | 1            | 9         |
| 9        | Teren curte principală – parcare / spațiu verde | 1            | 2200      |

### Resurse materiale
Centrul de documentare și informare (CDI), are un număr de 7100 de volume, care acoperă majoritatea domeniilor. Numărul utilizatorilor înscriși în anul școlar 2020 – 2021 este de 165. Numărul volumelor împrumutate și consultate în anul școlar 2020/2021,a fost de 713. S-au asigurat variante de manuale alternative pe disciplină și pe niveluri de studiu, astfel încât cadrele didactice să-și poată alege manualele. Manualele asigurate au fost în proportie de 99%. În cadrul CDI, elevii și cadrele didactice au acces la resurse didactice auxiliare și mijloace de informare variate: calculatoare cu acces la internet, videoproiector, tablă smart, dvd-uri, cd-uri. Calculatoarele și resursele didactice auxiliare sunt în stare perfectă de funcționare, acestea fiind indispensabile atunci când în cadrul CDI au loc proiecte disciplinare sau interdisciplinare, activități prilejuite de diverse evenimente, animații audio- video, ateliere de creație, sesiuni de comunicare, etc.
| Nr. crt. | Computere utilizate de      | Număr |
| -------- | --------------------------- | ----- |
| 1        | Administrație               | 14    |
| 2        | Exclusiv de cadre didactice | 14    |
| 3        | Elevi, în activități        | 81    |
|          | Total                       | 109   |

## Resurse umane
Informații privind resursele umane și procesul didactic:
★ Personalul didactic 
★ Acoperirea normelor didactice
| Numǎr total de norme didactice pentru toate disciplinele                 | 52    |
| Numǎr de norme acoperite cu personalul școlii în cadrul normei didactice | 45.65 |
| Numǎr de norme acoperite cu personalul școlii la plata cu ora            | 5.79  |
| Numǎr de norme acoperite cu colaboratori la plata cu ora                 | 0.56  |

| Vechime       | 0 - 1 ani | 1 - 5 ani | 5 - 10 ani | 10 - 15 ani | 15 - 20 ani | 20 - 25 ani | Peste 25 ani |
| Nr. profesori | 2         | 17        | 8          | 1           | 27          | 9           | 2            |

| Structură                           | 2020 - 2021 |
| ----------------------------------- | ----------- |
| Cadre didactice titulare            | 44          |
| Suplinitori                         | 14          |
| Detașați de la alte unități școlare | 1           |
| Cumul și plata cu ora               | 3           |
| Completare catedre / norme mici     | 3           |

| Număr personal didactic calificat | Număr personal didactic calificat | Număr personal didactic calificat | Număr personal didactic calificat | Număr personal didactic calificat | Număr personal didactic necalificat |
| --------------------------------- | --------------------------------- | --------------------------------- | --------------------------------- | --------------------------------- | ----------------------------------- |
| Doctori                           | Grad I                            | Grad II                           | Defintiv                          | Debutant                          | Număr personal didactic necalificat |
| 5                                 | 40                                | 5                                 | 11                                | 4                                 | 0                                   |

### Participarea elevilor
|                             | 2018 - 2019 | 2019 - 2020 | 2020 - 2021 |
| --------------------------- | ----------- | ----------- | ----------- |
| Absențe motivate            | 27031       | 27337       | 11271       |
| Absențe nemotivate          | 8694        | 6440        | 5103        |
| Total absențe               | 36725       | 33777       | 16374       |
| Număr mediu absențe pe elev | 44.16       | 41.14       | 19.90       |

## Rezultate școlare
| 2023 | 7.30 |
| 2022 | 7.42 |
| 2021 | 8.02 |
| 2019 | 7.16 |
| 2018 | 6.62 |

| Numărul elevilor cu medii la bacalaureat în intervalul: | Numărul elevilor cu medii la bacalaureat în intervalul: | Numărul elevilor cu medii la bacalaureat în intervalul: | Numărul elevilor cu medii la bacalaureat în intervalul: | Numărul elevilor cu medii la bacalaureat în intervalul: | Numărul elevilor cu medii la bacalaureat în intervalul: | Total |
| ------------------------------------------------------- | ------------------------------------------------------- | ------------------------------------------------------- | ------------------------------------------------------- | ------------------------------------------------------- | ------------------------------------------------------- | ----- |
| Sub 6                                                   | 6 - 6,99                                                | 7 - 7,99                                                | 8 - 8,99                                                | Peste 9                                                 | 10                                                      | 178   |
| 4                                                       | 23                                                      | 44                                                      | 66                                                      | 32                                                      | 0                                                       | 178   |

|                                           | 2018 - 2019 | 2019 - 2020 | 2020 - 2021 |
| ----------------------------------------- | ----------- | ----------- | ----------- |
| Elevi înscriși în clasele bilingve        | 29          | 27          | 26          |
| Elevi înscriși la bacalaureatul francofon | 13          | 19          | 12          |
| Elevi admiși                              | 6           | 19          | 12          |
| DNL geografie înscriși                    | 2           | 12          | 5           |
| DNL geografie admiși                      | 1           | 12          | 5           |
| DNL economie înscriși                     | 8           | 7           | 7           |
| DNL economie admiși                       | 5           | 7           | 7           |

| Oraș             | București | Constanța | Iași | Cluj | Străinătate |
| Număr absolvenți | 36        | 80        | 1    | 3    | 5           |

| Litere / limbi străine / jurnalism | 36 |
| ASE                                | 10 |
| Medicină / farmacie                | 5  |
| Psihologie                         | 11 |
| Geografie / istorie                | 3  |
| Academie navală / UMC              | 11 |
| Inginerie                          | 19 |
| Drept                              | 23 |
| Arhitectură                        | 1  |
| Poliție / MAI                      | 10 |
| Teatru / arte / design             | 3  |
| Pedagogie                          | 1  |
| Educație fizică și sport           | 1  |

| Certificat | 2018 - 2019 | 2019 - 2020 | 2020 - 2021 |
| ---------- | ----------- | ----------- | ----------- |
| Cambridge  | 127         | amânat      | 50          |
| DELF       | 38          | 1           | 23          |
| DELE       | 14          | amânat      | -           |
| CELI       | 2           | amânat      | -           |